# Ngebuked
Ngebuked ist Dort an der Westküste des administrativen Staates Ngaraard (d. h. ein Verwaltungsgebiet) im Inselstaat Palau im Pazifik. Das Dorf ist Stammsitz des Chiefs von Maderangebuked.

## Geographie
Der Ort liegt am Nordrand des Ngaraard Mangrove Conservation Area und hat Zugang zum Chelab Dock, dass sich nach Westen in die Lagune von Palau erstreckt.
Es gibt zahlreiche steinerne Pfade, Ruinen und Grabstätten in der Umgebung. Die Ruinen bestehen meist aus mehrstufigen Plattformen, wo früher ganze Clans lebten. Die Bai ra Ngeruau ist die bedeutendste dieser Überreste. Außerdem gibt es einen alten, von Menschen angelegten Kanal, der die Verbindung zum Meer erleichtert.
Ngebuked hat nur wenige Einwohner. Die nächsten Siedlungen sind Elab im Norden, Ulimang im Südosten und Ngkeklau im Süden.